# Lusk (Wyoming)
Lusk es un pueblo situado en el condado de Niobrara en el estado estadounidense de Wyoming. La población era de 1447 habitantes en el censo de 2000. Es la sede del condado de Niobrara.

## Geografía
Lusk está situado en las coordenadas 42°45′38″N 104°27′10″O / 42.76056, -104.45278. Según el United States Census Bureau, la ciudad tiene un área total de 5,2 km ², todos terrestres.

### Clima
| Parámetros climáticos promedio de Lusk, Wyoming | Parámetros climáticos promedio de Lusk, Wyoming | Parámetros climáticos promedio de Lusk, Wyoming | Parámetros climáticos promedio de Lusk, Wyoming | Parámetros climáticos promedio de Lusk, Wyoming | Parámetros climáticos promedio de Lusk, Wyoming | Parámetros climáticos promedio de Lusk, Wyoming | Parámetros climáticos promedio de Lusk, Wyoming | Parámetros climáticos promedio de Lusk, Wyoming | Parámetros climáticos promedio de Lusk, Wyoming | Parámetros climáticos promedio de Lusk, Wyoming | Parámetros climáticos promedio de Lusk, Wyoming | Parámetros climáticos promedio de Lusk, Wyoming | Parámetros climáticos promedio de Lusk, Wyoming |
| Mes                                             | Ene.                                            | Feb.                                            | Mar.                                            | Abr.                                            | May.                                            | Jun.                                            | Jul.                                            | Ago.                                            | Sep.                                            | Oct.                                            | Nov.                                            | Dic.                                            | Anual                                           |
| ----------------------------------------------- | ----------------------------------------------- | ----------------------------------------------- | ----------------------------------------------- | ----------------------------------------------- | ----------------------------------------------- | ----------------------------------------------- | ----------------------------------------------- | ----------------------------------------------- | ----------------------------------------------- | ----------------------------------------------- | ----------------------------------------------- | ----------------------------------------------- | ----------------------------------------------- |
| Temp. máx. media (°C)                           | 1                                               | 3                                               | 8                                               | 13                                              | 18                                              | 24                                              | 28                                              | 28                                              | 22                                              | 15                                              | 6                                               | 2                                               | 14                                              |
| Temp. mín. media (°C)                           | -12                                             | -10                                             | -6                                              | -1                                              | 3                                               | 8                                               | 12                                              | 11                                              | 5                                               | -1                                              | -7                                              | -12                                             | -1                                              |
| Precipitación total (mm)                        | 15                                              | 16                                              | 31                                              | 57                                              | 70                                              | 52                                              | 50                                              | 25                                              | 33                                              | 33                                              | 20                                              | 17                                              | 417                                             |
| [cita requerida]                                |                                                 |                                                 |                                                 |                                                 |                                                 |                                                 |                                                 |                                                 |                                                 |                                                 |                                                 |                                                 |                                                 |

## Demografía
Según el censo del 2000, había 1.447 personas, 611 hogares y 381 familias que residían en la ciudad. La densidad de población era de 278.0 personas/km ². La composición racial de la ciudad era:
- 97.86% Blancos
- 0.21% Afroamericanos
- 0.62% Nativos americanos
- 0,14% Asiáticos
- 0,41% De otras razas
- 0,76% De dos o más razas
- 1,59% Hispanos o latinos

Había 611 casas, de las cuales un 27.0% tenían niños menores de 18 años que vivían con ellos, el 50,7% eran parejas casadas que vivían juntas, un 8.0% tenían un cabeza de familia femenino sin presencia del marido y el 37.5% eran no-familias. Un 17.0% tenían a alguna persona anciana de 65 años de edad o más. 
En la ciudad la separación poblacional era con un 22.4% menores de 18 años, el 7,7% de 18 a 24, un 26.5% de 25 a 44, 24.1% de 45 a 64, y un 19.2% tenía años de edad o más. La edad media fue de 42 años. Por cada 100 hembras había 82.5 varones. Por cada 100 mujeres mayores de 18 años, había 74,7 hombres. 
La renta mediana para una casa en la ciudad era de $ 29.760, y la renta mediana para una familia era de $ 37.583. Los varones tenían una renta mediana de $ 28.333 frente a los 17.188 dólares para las hembras. El ingreso per cápita para la ciudad era de $ 15.847. El 14,2% de la población estaba por debajo de la línea de pobreza.